# Amherst (Canada)
Amherst is een plaats (town) in de Canadese provincie Nova Scotia en telt 9.505 inwoners (2006). De oppervlakte bedraagt 12,02 km².

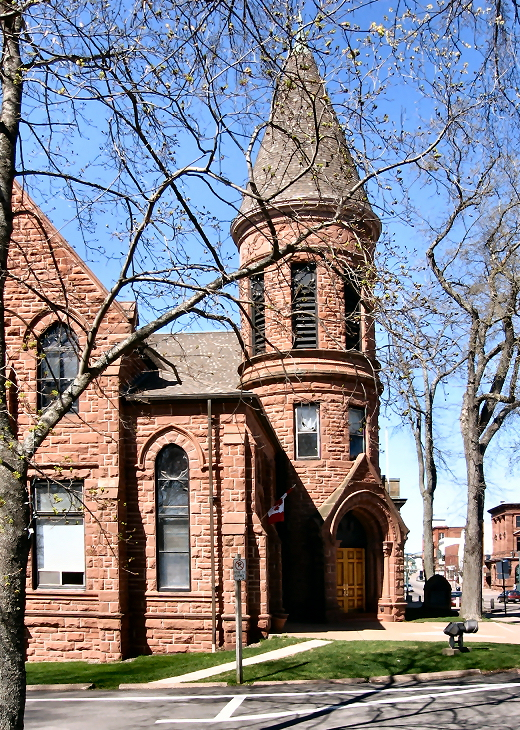
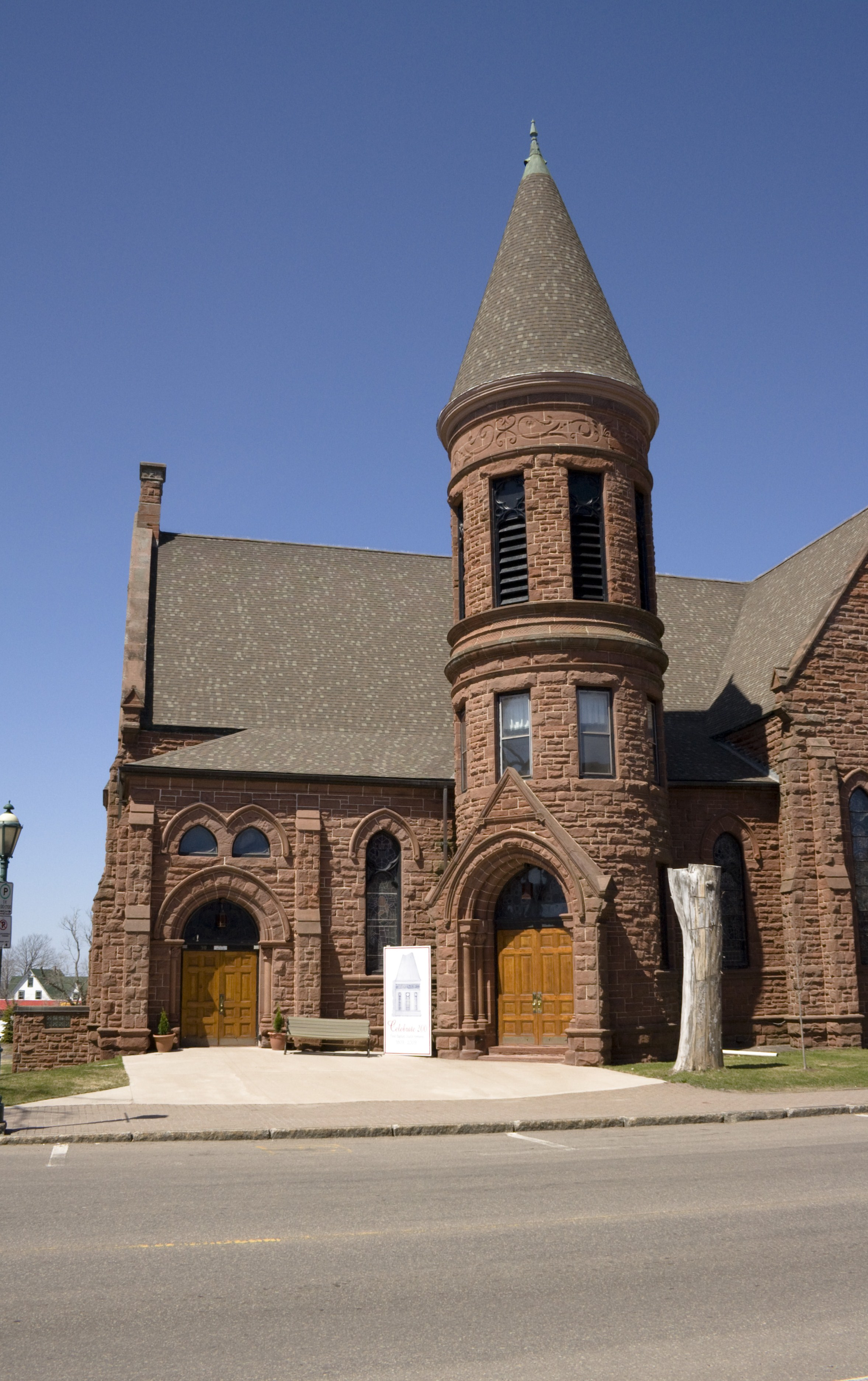
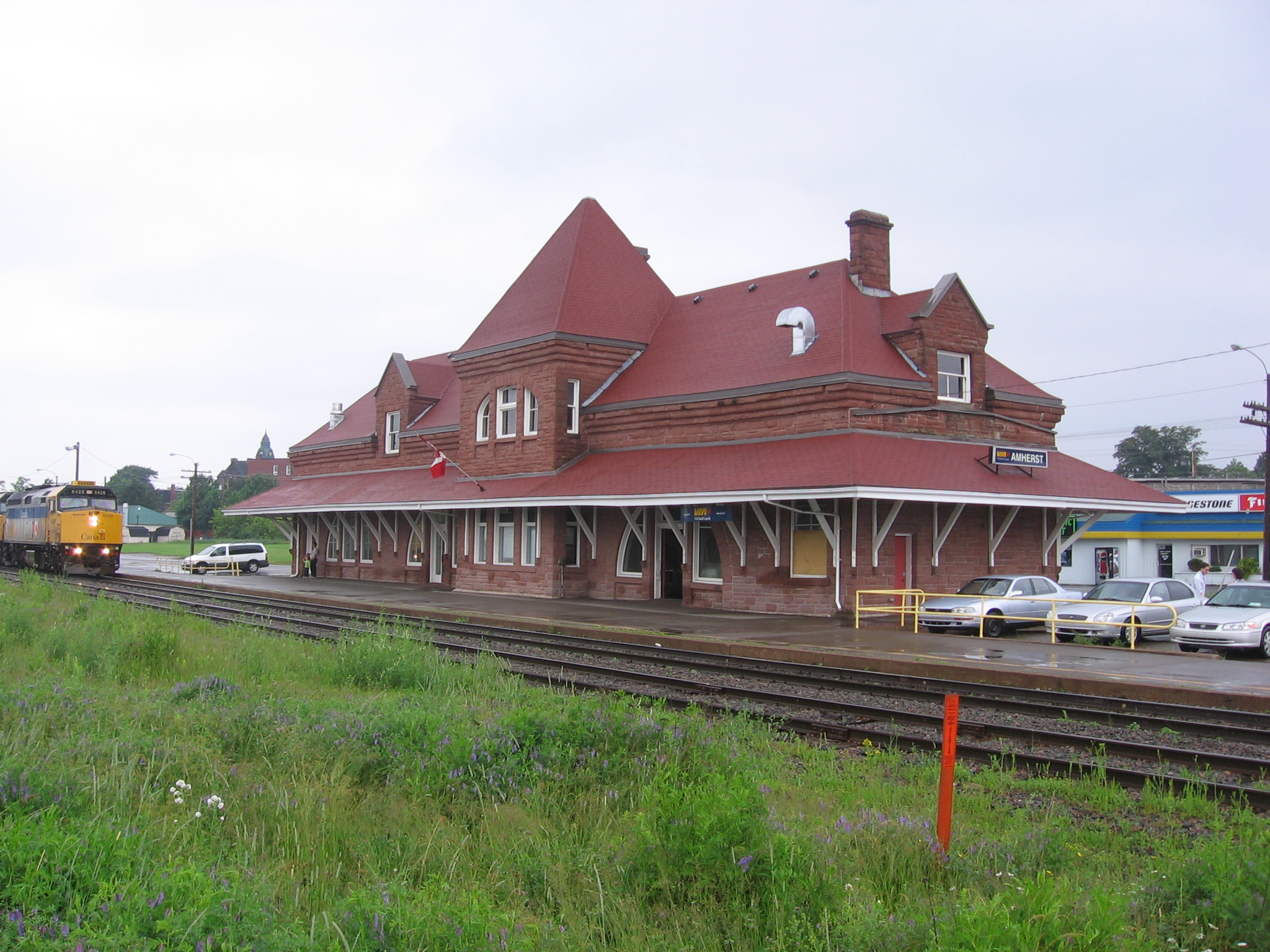

## Geboren
- Charles Tupper (1821-1915), staatsman en politicus
- George Cove (1863 of 1864 - ?), ontwerper
- Willard Boyle (1924-2011), natuurkundige en Nobelprijswinnaar (2009)
- Rocky Johnson (1944-2020), professioneel worstelaar
- Leslie Feist (1976), zangeres en songwriter